# Pteropus
Genre
Synonymes
- Eunycteris Gray, 1866
- Pharopus Bowdich, 1825
- Pselaphon Gray, 1870
- Reropus Hauch, 1827
- Sericonycteris Matschie, 1899
- Spectrum Lacepède, 1799

Statut CITES
Le genre Pteropus regroupe plusieurs espèces de chauves-souris parmi les plus grandes au monde. Elles sont toutes appelées renards volants[réf. souhaitée] ou roussettes.

## Description et caractéristiques
Ce sont de très grandes chauves-souris frugivores, dépourvues de queue visible, avec une crinière souvent rousse (d'où leur nom français) autour du cou. Leur tête ressemble à celle d'un chien, et dans plusieurs langues elles sont surnommées « renards volants » (par exemple en anglais : flying foxes et en portugais : raposa-voadora).

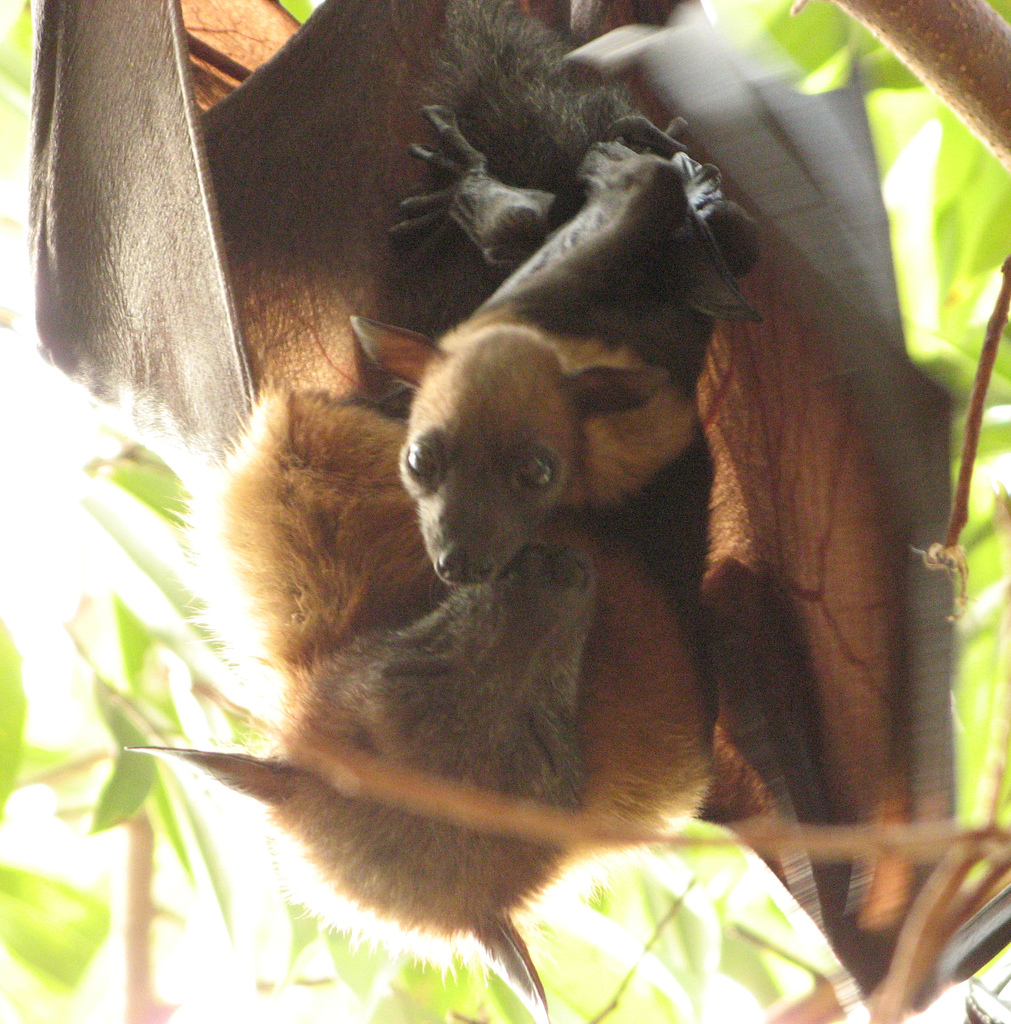
Renard-volant Pteropus lylei femelle et son petit

Les plus grandes espèces comme Pteropus giganteus peuvent largement dépasser 1 m d'envergure.

## Habitat et répartition
On rencontre ces chauves-souris en Asie (dans les zones tropicales ou subtropicales, y compris en Inde), en Australie, en Océanie, dans les îles est-africaines (mais pas sur le continent africain) et un certain nombre d'îles océaniques éloignées à la fois dans l'océan Indien et le Pacifique.

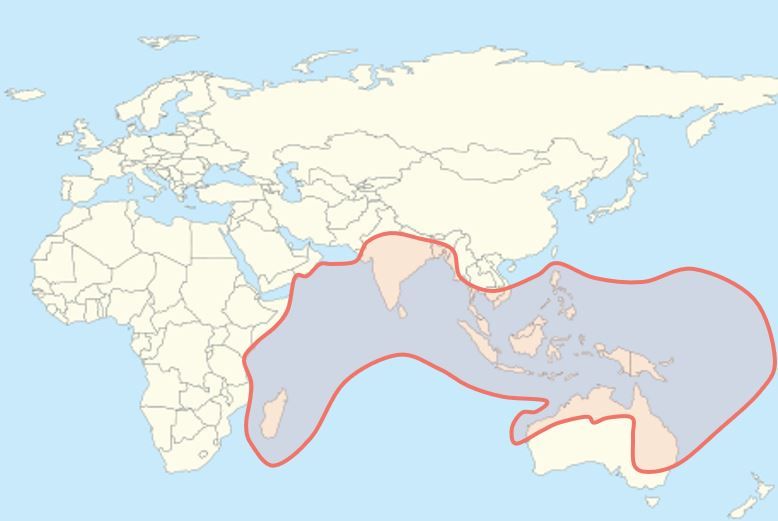
Répartition des renards volants

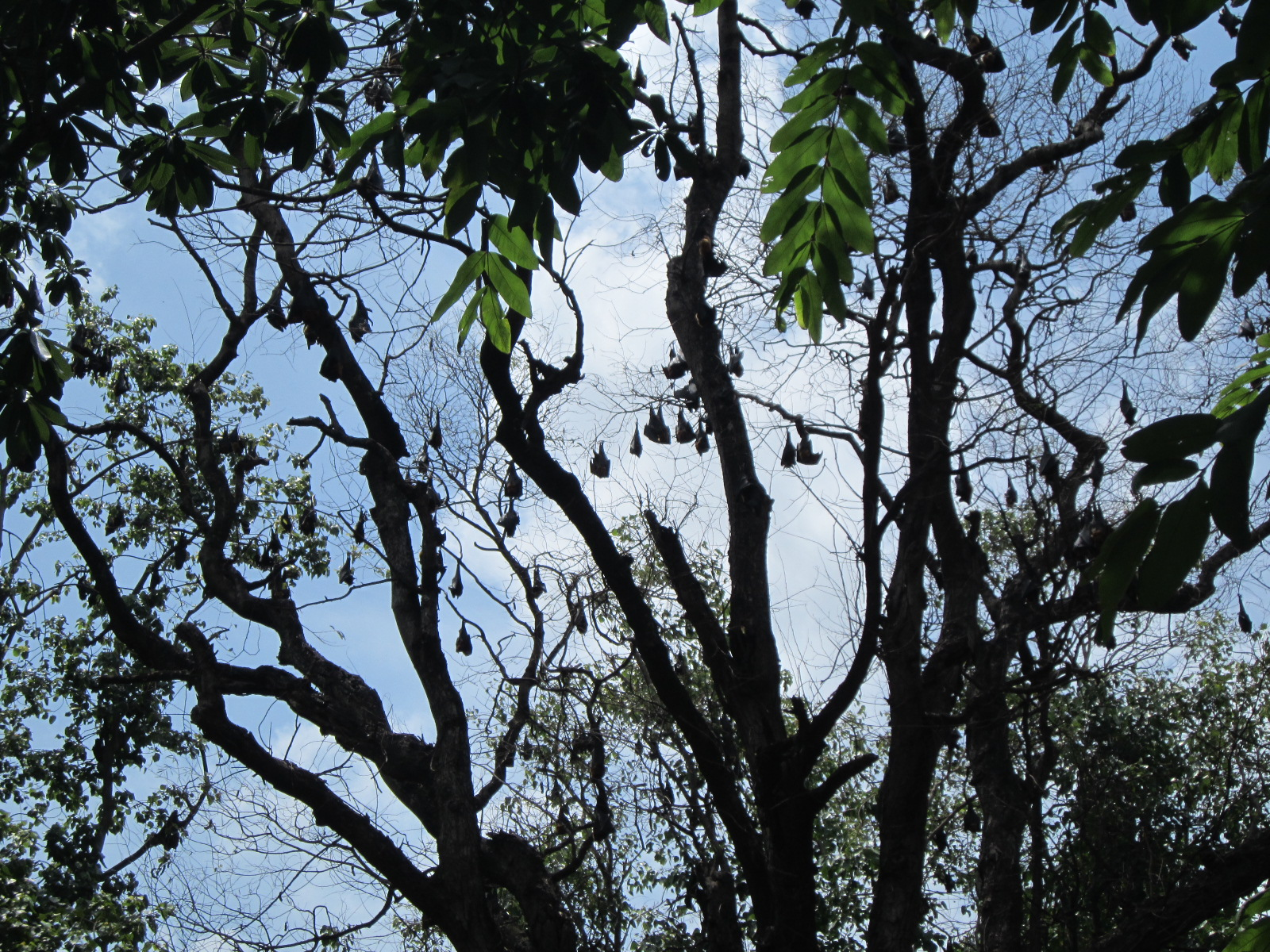
Colonie de roussettes Pteropus dormant dans les arbres, Temple Wat Pho Bangkla, Thaïlande

Elles passent les heures chaudes de la journée à dormir dans les arbres, souvent en groupes très nombreux. Elles sont essentiellement actives à l'aube et au crépuscule.

Renards volants Pteropus lylei en Thaïlande
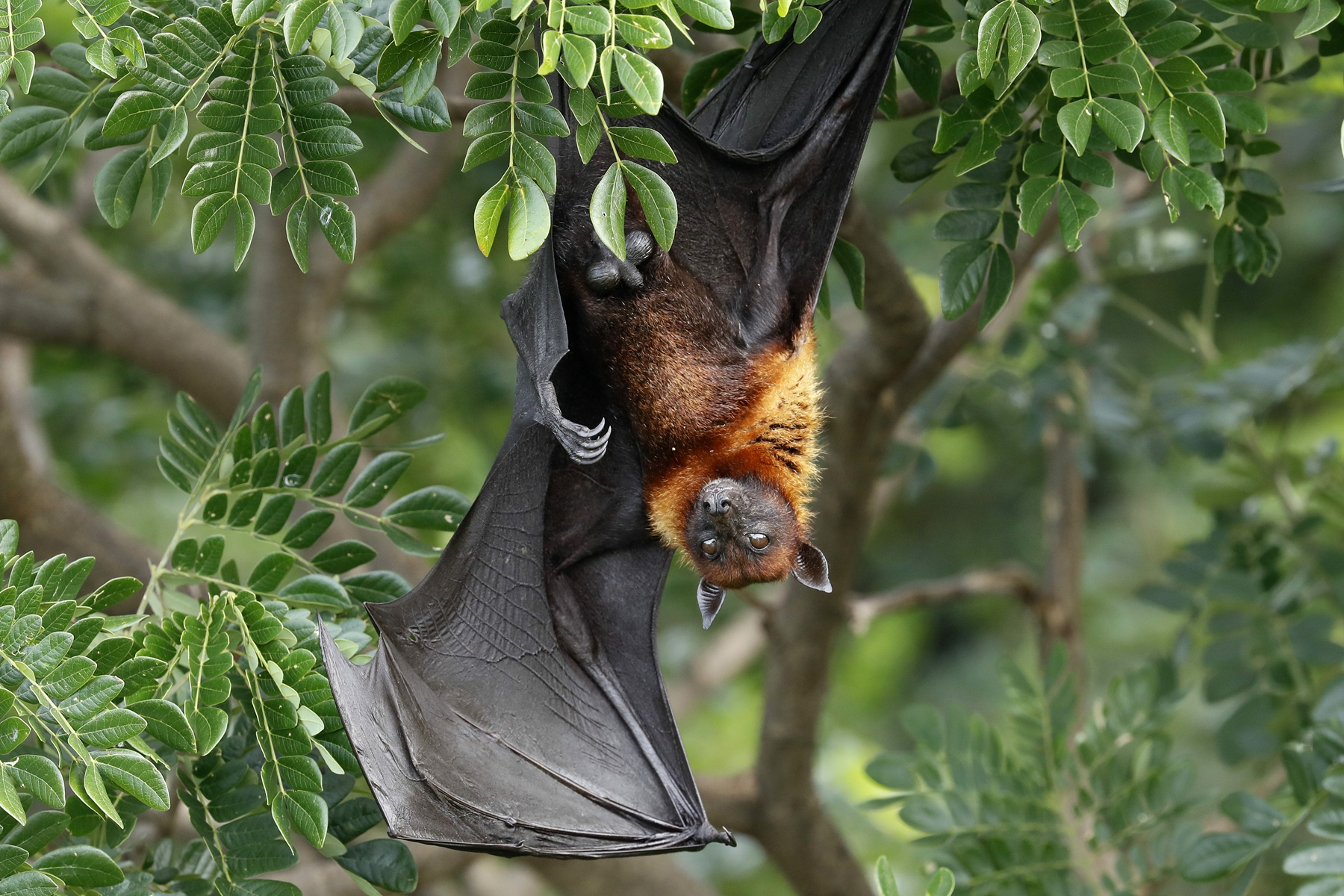
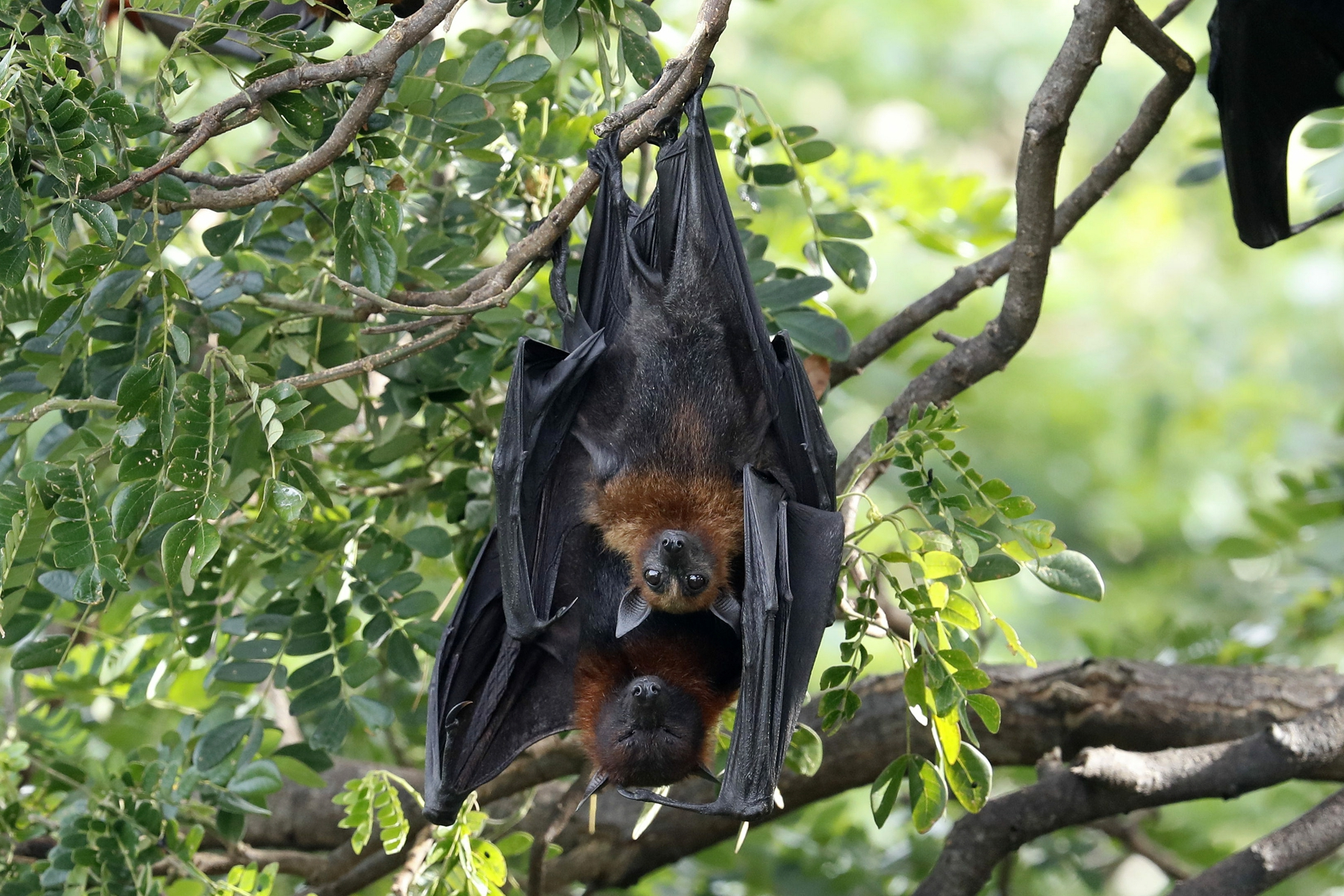
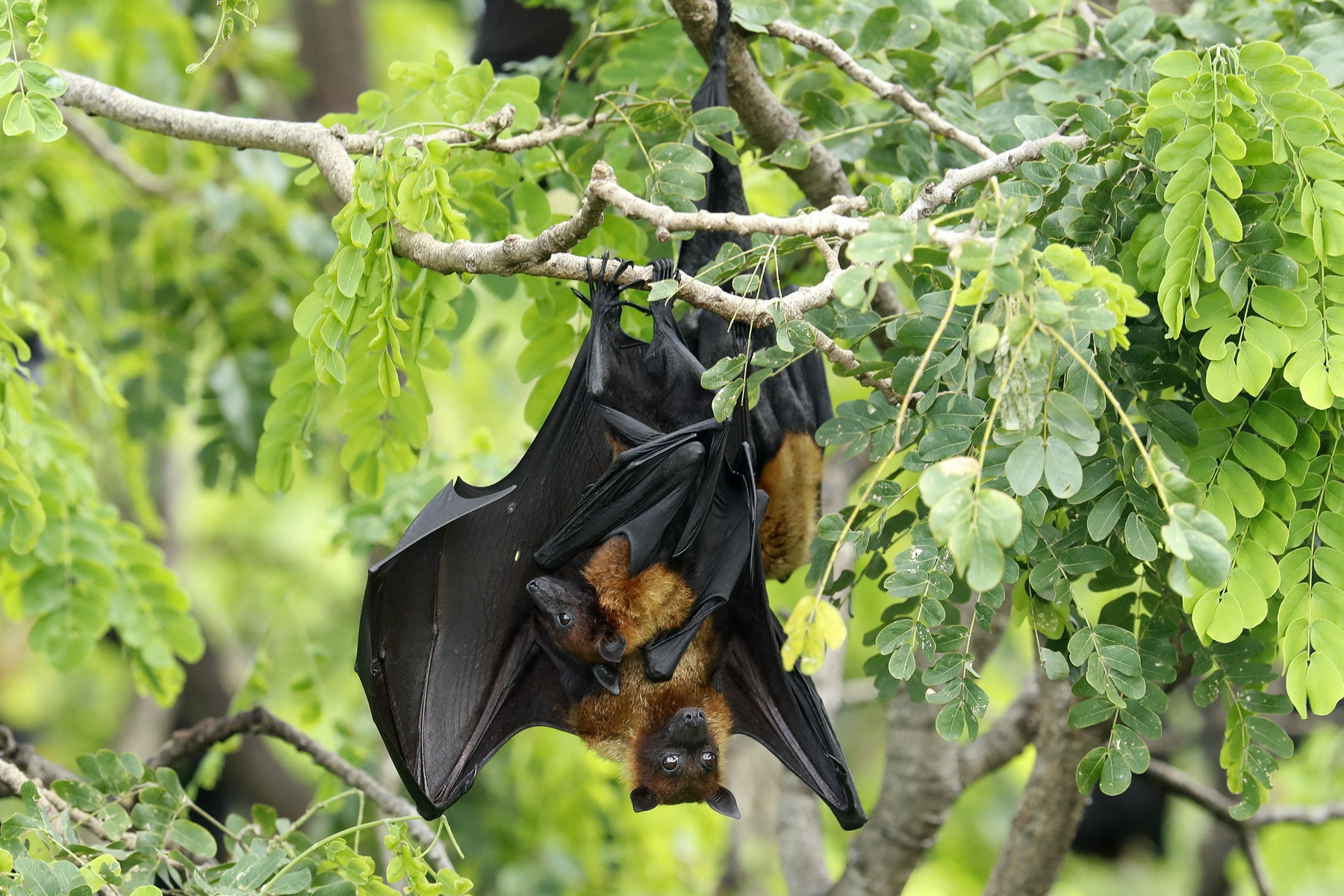
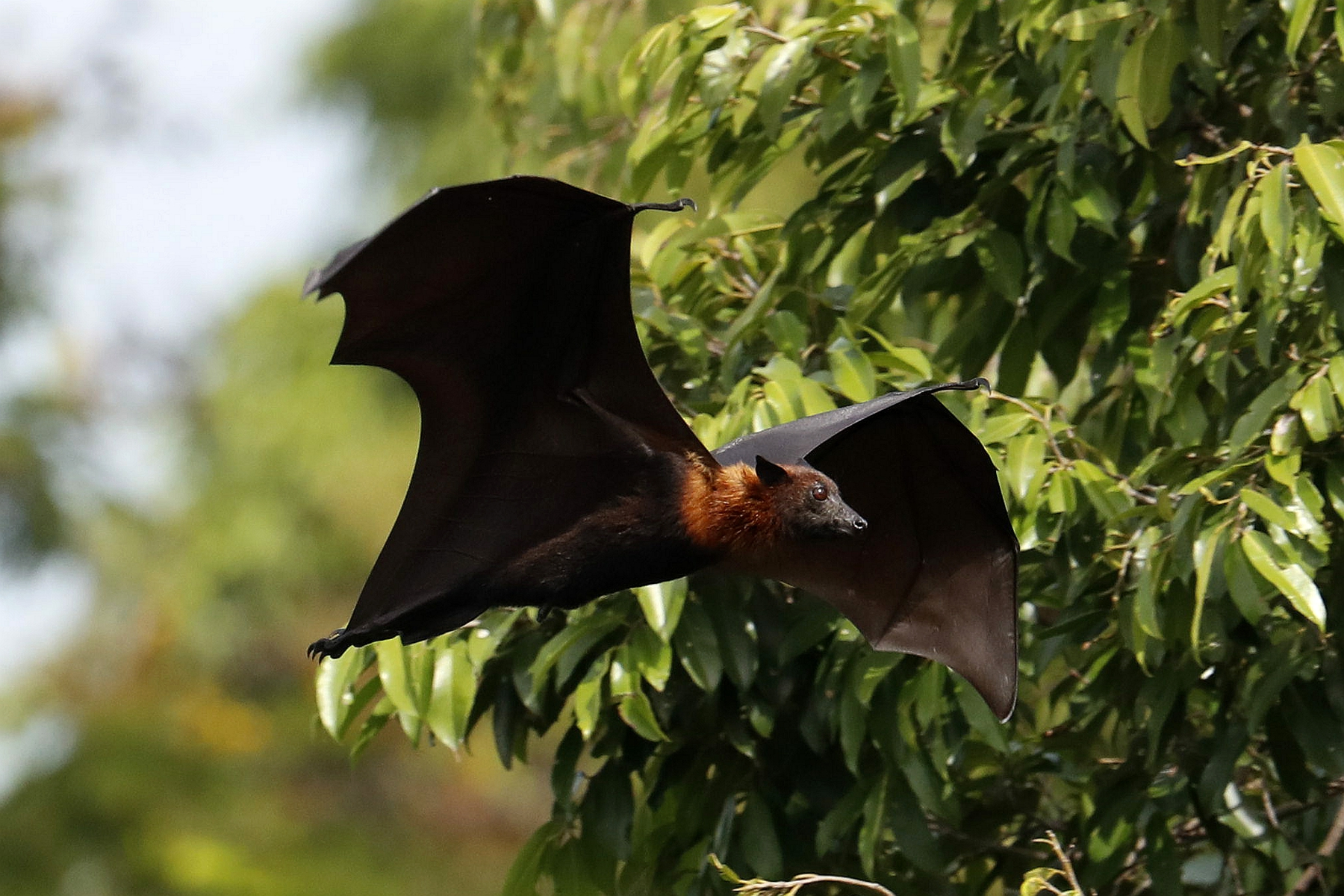
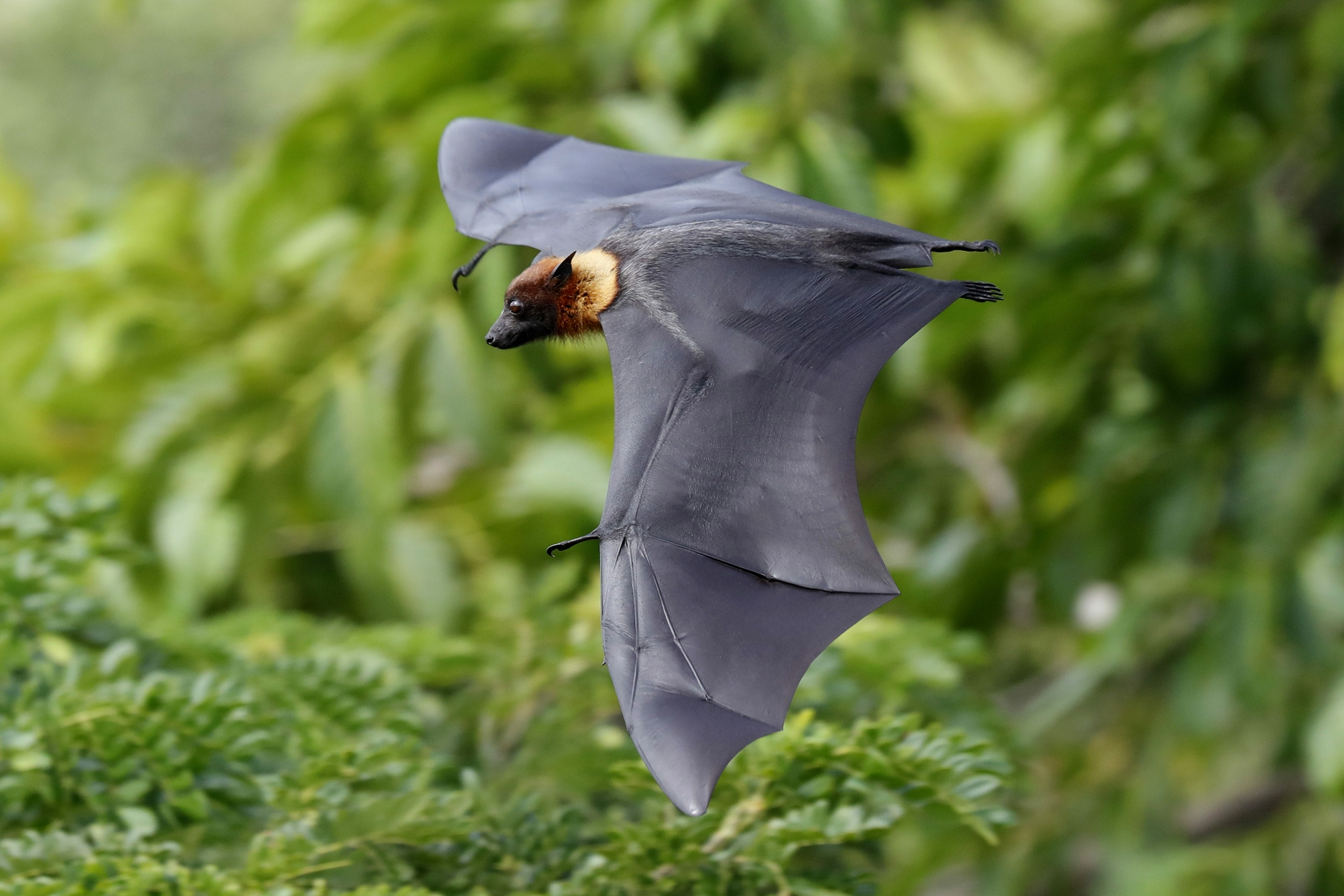

En Australie, dès les premiers jours de l'été 2018, des milliers de roussettes (Pteropus) se sont écrasées au sol en raison de la chaleur excessive. Le chercheur Justin Welbergen se montre pessimiste quant à l'avenir de ces animaux : « Il ne fait guère de doutes que nos étés vont devenir de plus en plus chauds. Les chauves-souris mourront sur un territoire plus vaste et plus régulièrement. Surtout les femelles et leurs petits. » La disparition massive de ces animaux essentiels à la pollinisation fragilise la sylve australienne.

## Liste des espèces
Selon BioLib (24 décembre 2016) :
- Pteropus admiralitatum Thomas, 1894
- Pteropus aldabrensis True, 1893
- Pteropus alecto Temminck, 1837
- Pteropus allenorum Helgen, Helgen & Wilson, 2009 †
- Pteropus anetianus Gray, 1870
- Pteropus aruensis Peters, 1867
- Pteropus brunneus Dobson, 1878 †
- Pteropus caniceps Gray, 1870
- Pteropus capistratus Peters, 1876
- Pteropus chrysoproctus Temminck, 1837
- Pteropus cognatus Andersen, 1908
- Pteropus conspicillatus Gould, 1850
- Pteropus coxi Helgen, Helgen & Wilson, 2009 †
- Pteropus dasymallus Temminck, 1825
- Pteropus faunulus Miller, 1902
- Pteropus fundatus Felten & Kock, 1972
- Pteropus giganteus (Brünnich, 1782)
- Pteropus gilliardorum Van Deusen, 1969
- Pteropus griseus (E. Geoffroy, 1810)
- Pteropus howensis Troughton, 1931
- Pteropus hypomelanus Temminck, 1853
- Pteropus insularis Hombron & Jacquinot, 1842 — roussette des îles Truk
- Pteropus intermedius K. Andersen, 1908
- Pteropus keyensis Peters, 1867
- Pteropus livingstonii Gray, 1866 — roussette de Livingstone
- Pteropus lombocensis Dobson, 1878
- Pteropus loochoensis Gray, 1870
- Pteropus lylei K. Andersen, 1908
- Pteropus macrotis Peters, 1867
- Pteropus mahaganus Sanborn, 1931
- Pteropus mariannus Desmarest, 1822
- Pteropus melanopogon Peters, 1867
- Pteropus melanotus Blyth, 1863
- Pteropus molossinus Temminck, 1853
- Pteropus neohibernicus Peters, 1876
- Pteropus niger (Kerr, 1792) — roussette noire
- Pteropus nitendiensis Sanborn, 1930
- Pteropus ocularis Peters, 1867
- Pteropus ornatus Gray, 1870
- Pteropus pelewensis K. Andersen, 1908
- Pteropus personatus Temminck, 1825
- Pteropus pilosus K. Andersen, 1908 †
- Pteropus pohlei Stein, 1933
- Pteropus poliocephalus Temminck, 1825
- Pteropus pselaphon Lay, 1829 — roussette de l'île Bonin
- Pteropus pumilus Miller, 1911
- Pteropus rayneri Gray, 1870
- Pteropus rennelli Troughton, 1929
- Pteropus rodricensis Dobson, 1878 — roussette de Rodrigues
- Pteropus rufus E. Geoffroy, 1803[Note 1] — renard volant malgache
- Pteropus samoensis Peale, 1848
- Pteropus scapulatus Peters, 1862
- Pteropus seychellensis Milne-Edwards, 1877 — roussette des Seychelles ou roussette des Comores
- Pteropus speciosus K. Andersen, 1908
- Pteropus subniger (Kerr, 1792) † — roussette rougette
- Pteropus temminckii Peters, 1867
- Pteropus tokudae Tate, 1934 †
- Pteropus tonganus Quoy & Gaimard, 1830
- Pteropus tuberculatus Peters, 1869
- Pteropus ualanus Peters, 1883
- Pteropus vampyrus Linnaeus, 1758 — roussette de Malaisie ou grand renard volant
- Pteropus vetulus Jouan, 1863 — roussette des roches ou renard volant de Nouvelle-Calédonie
- Pteropus voeltzkowi Matschie, 1909
- Pteropus woodfordi Thomas, 1888
- Pteropus yapensis K. Andersen, 1908

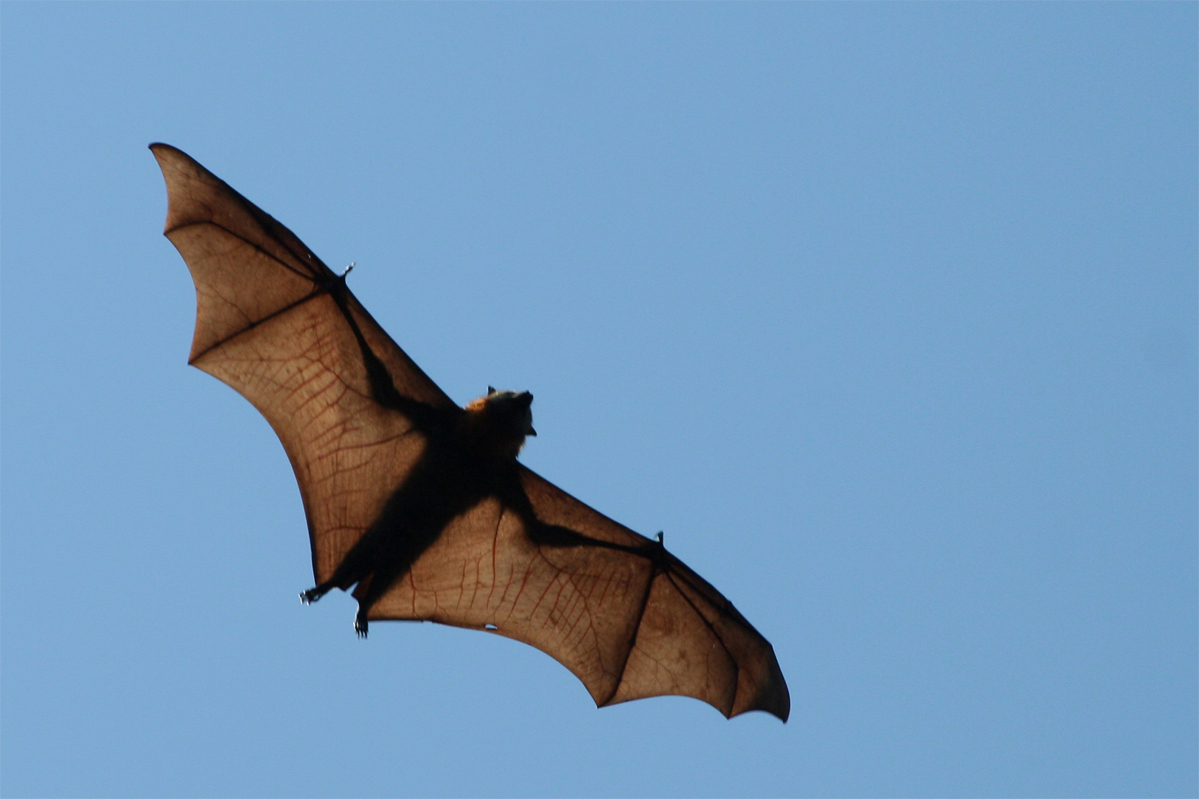
Pteropus alecto
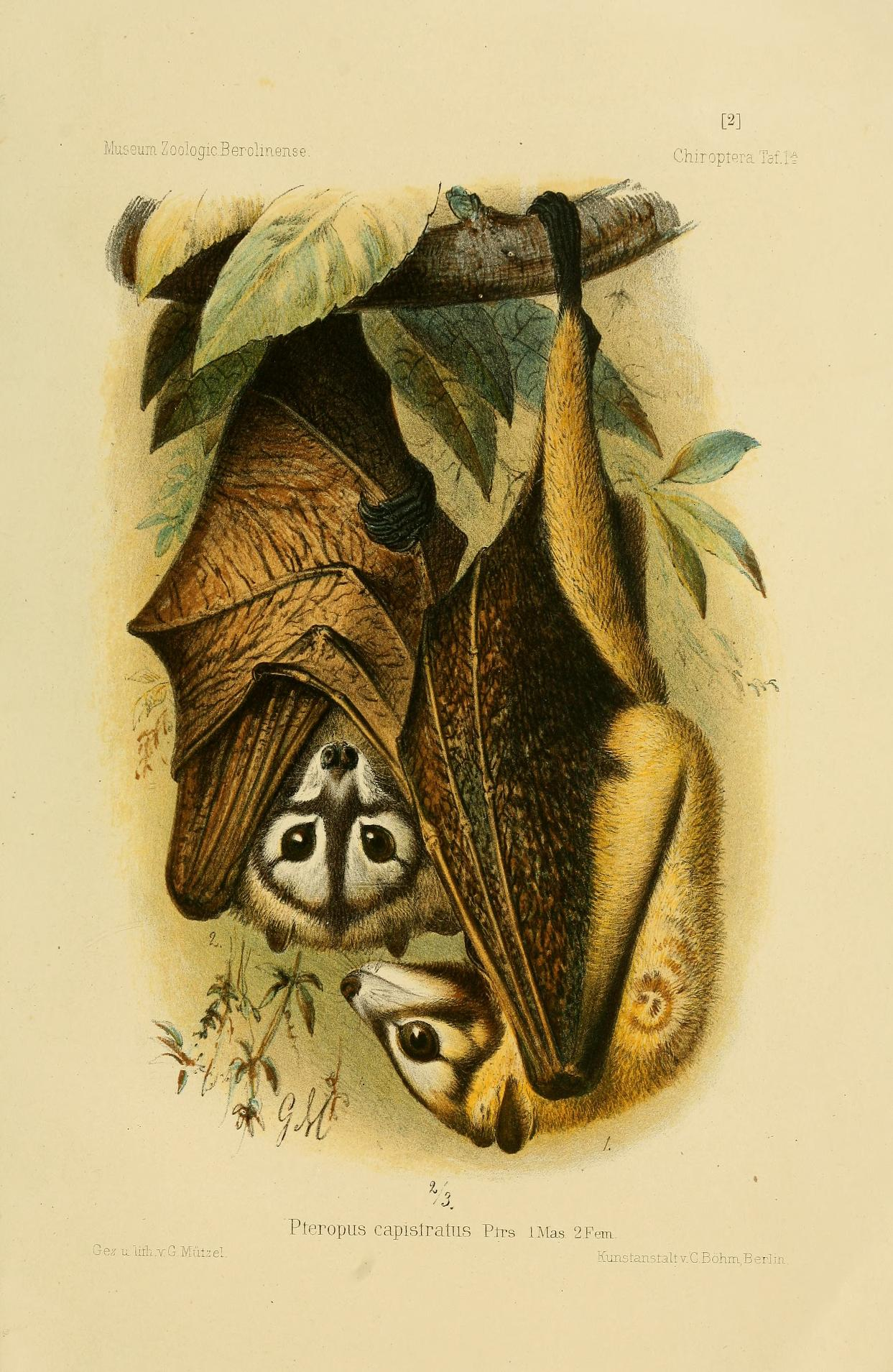
Pteropus capistratus
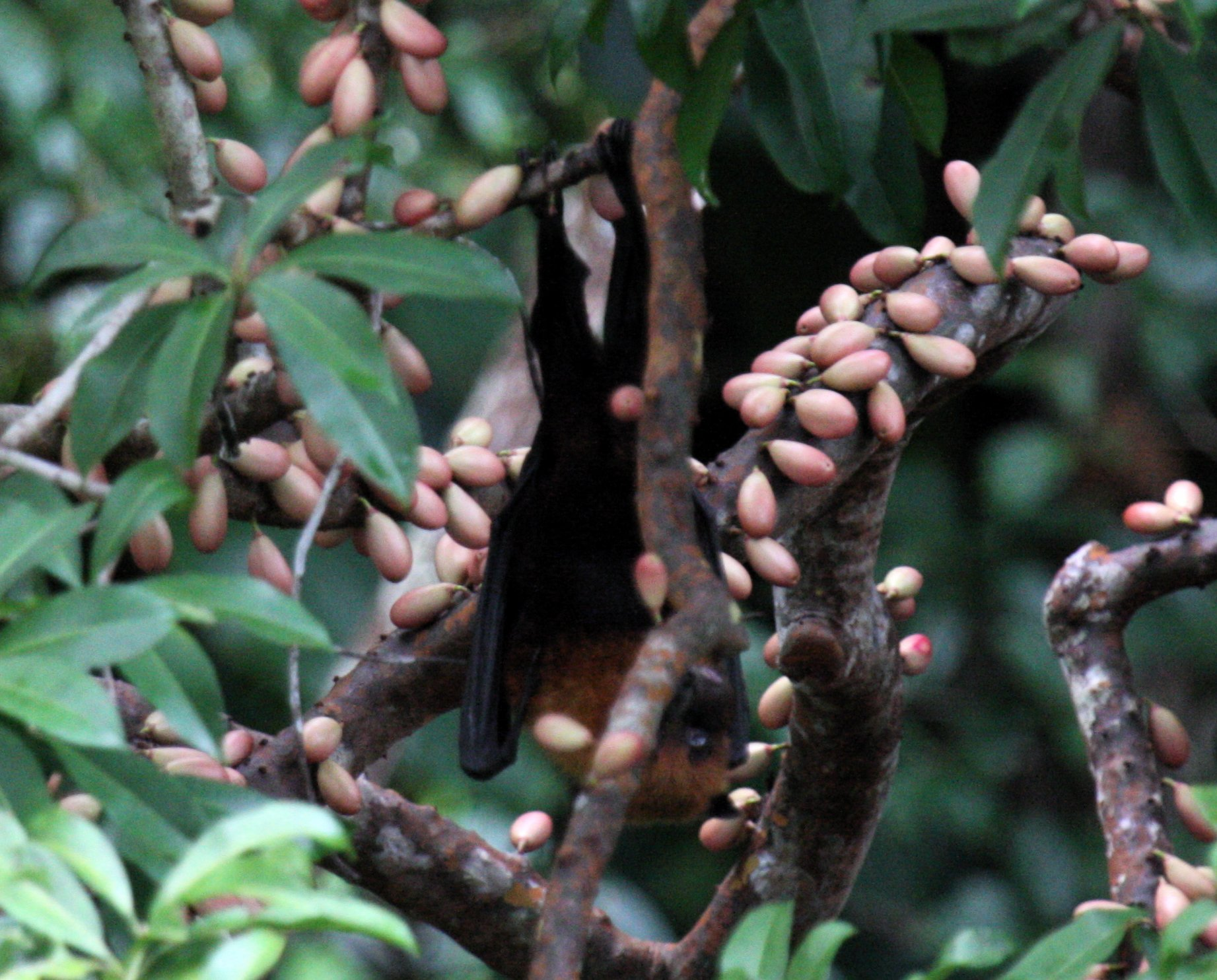
Pteropus chrysoproctus
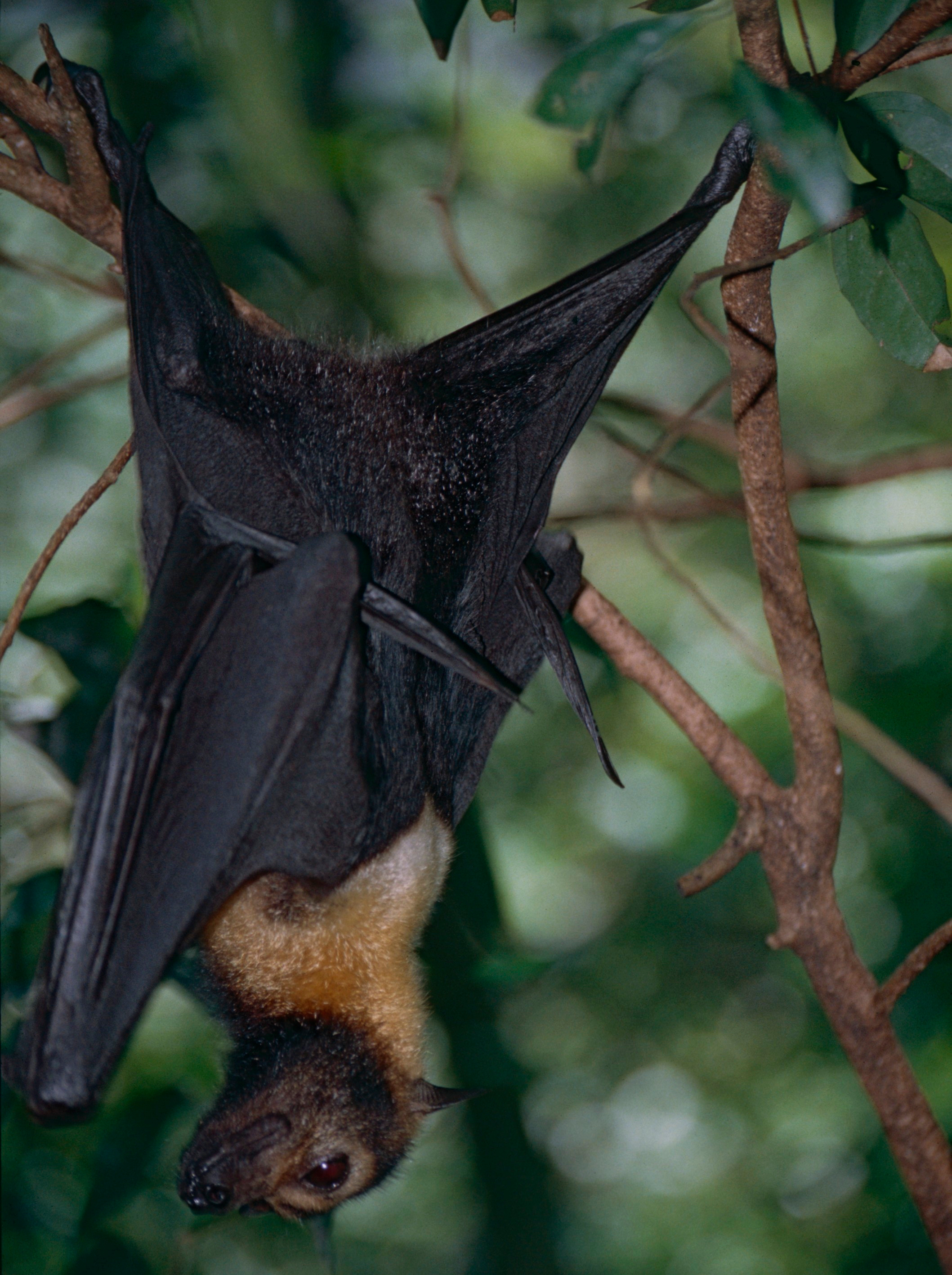
Pteropus conspicillatus
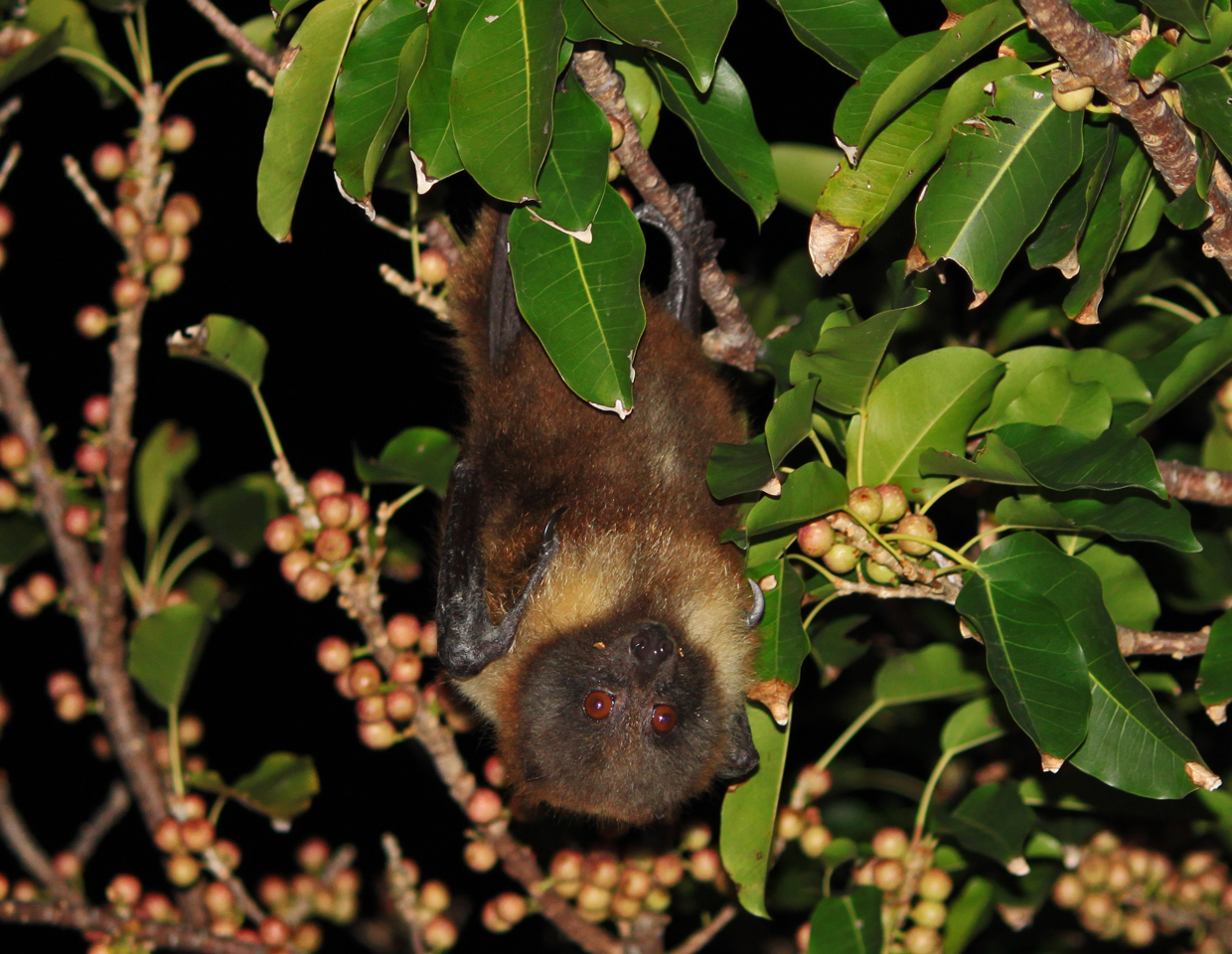
Pteropus dasymallus
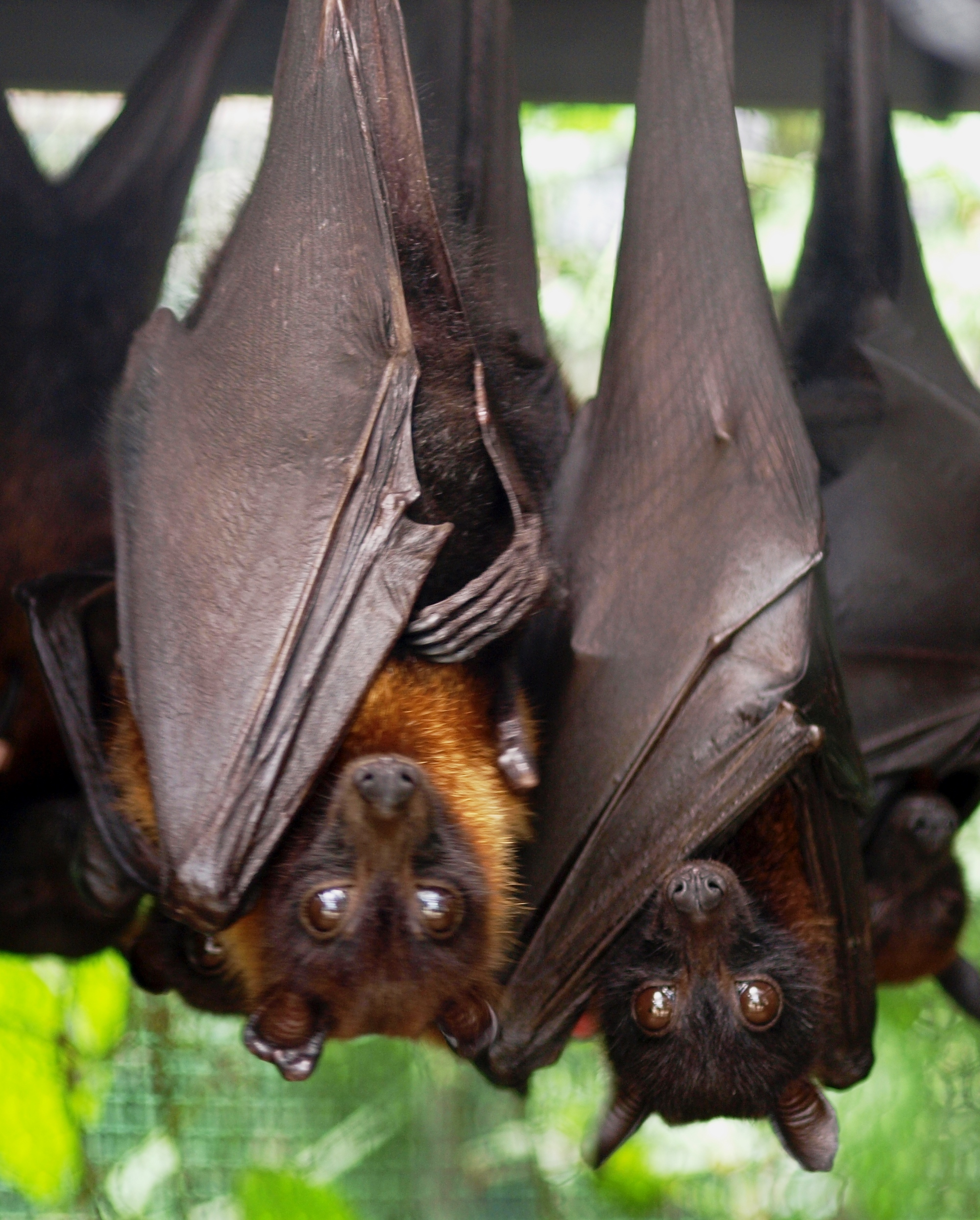
Pteropus giganteus
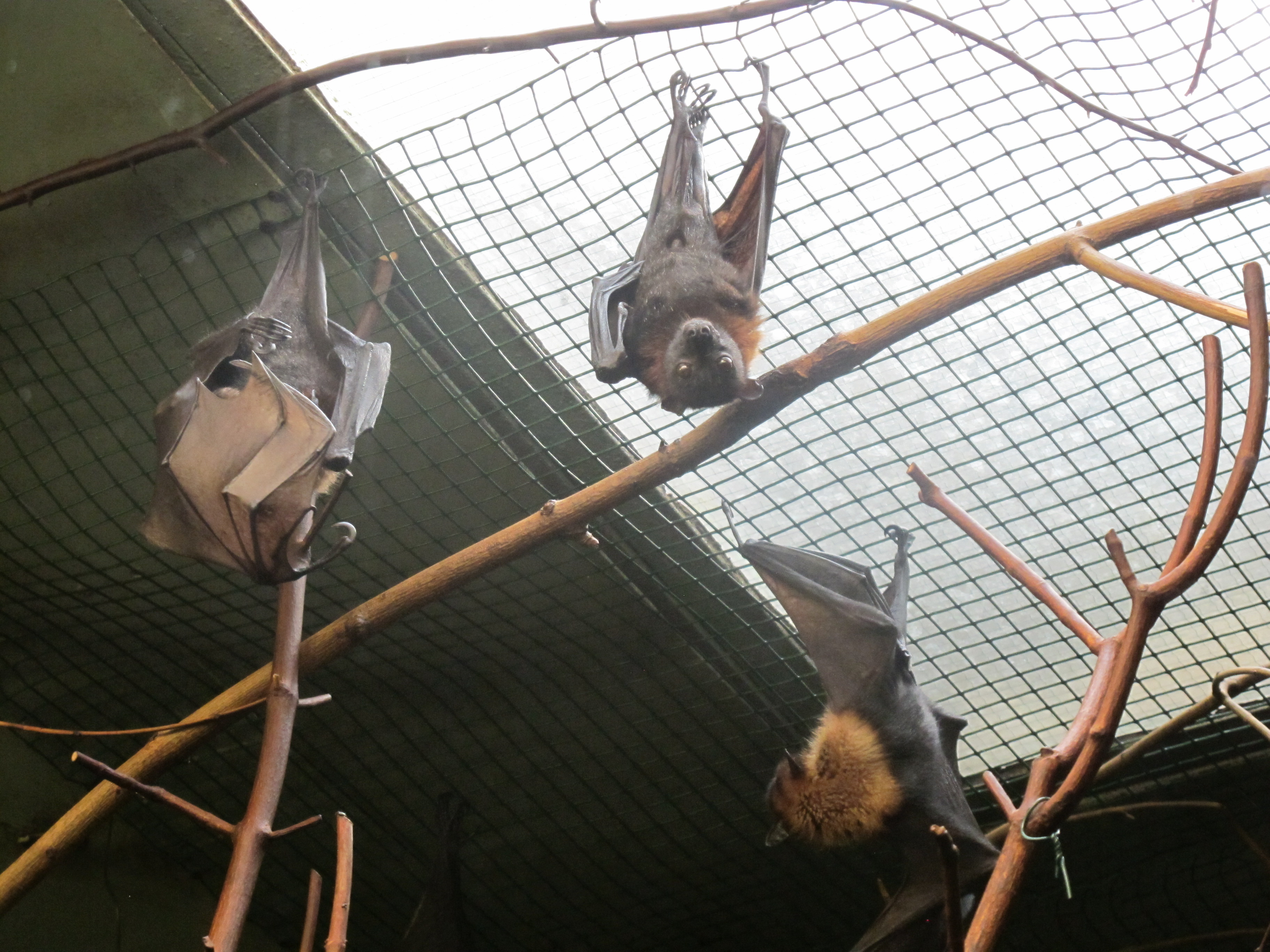
Pteropus hypomelanus
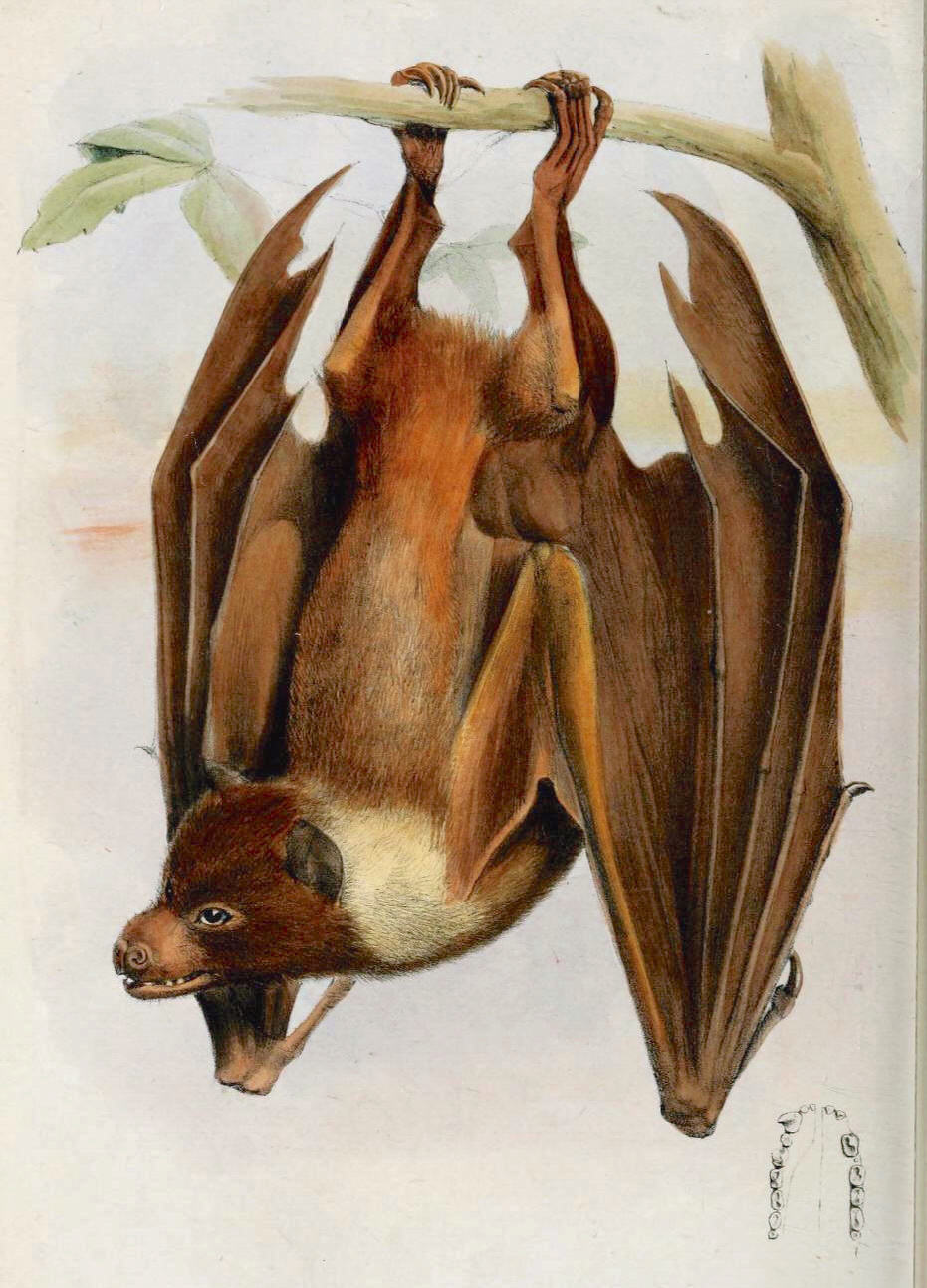
Pteropus insularis
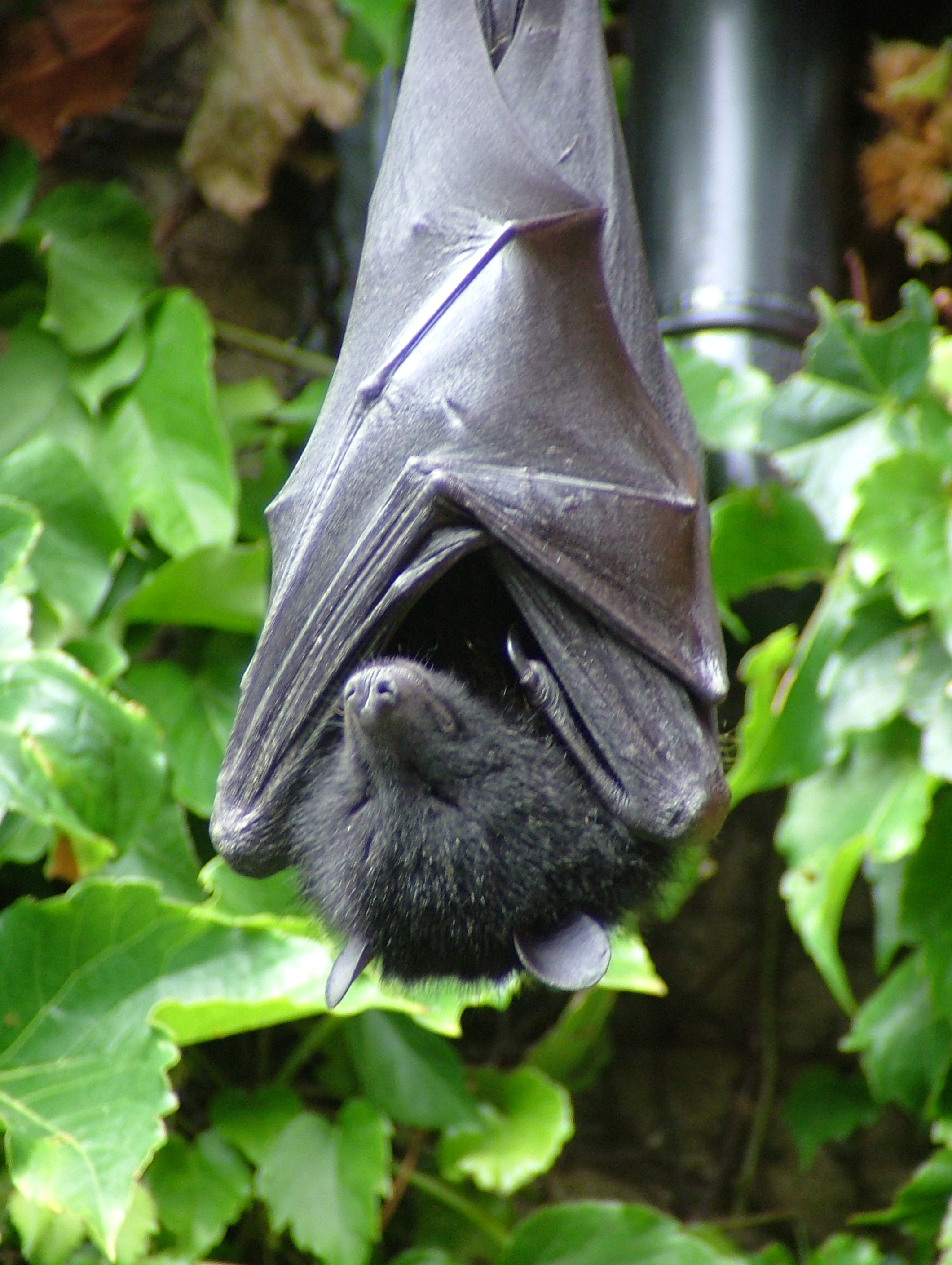
Pteropus livingstonii
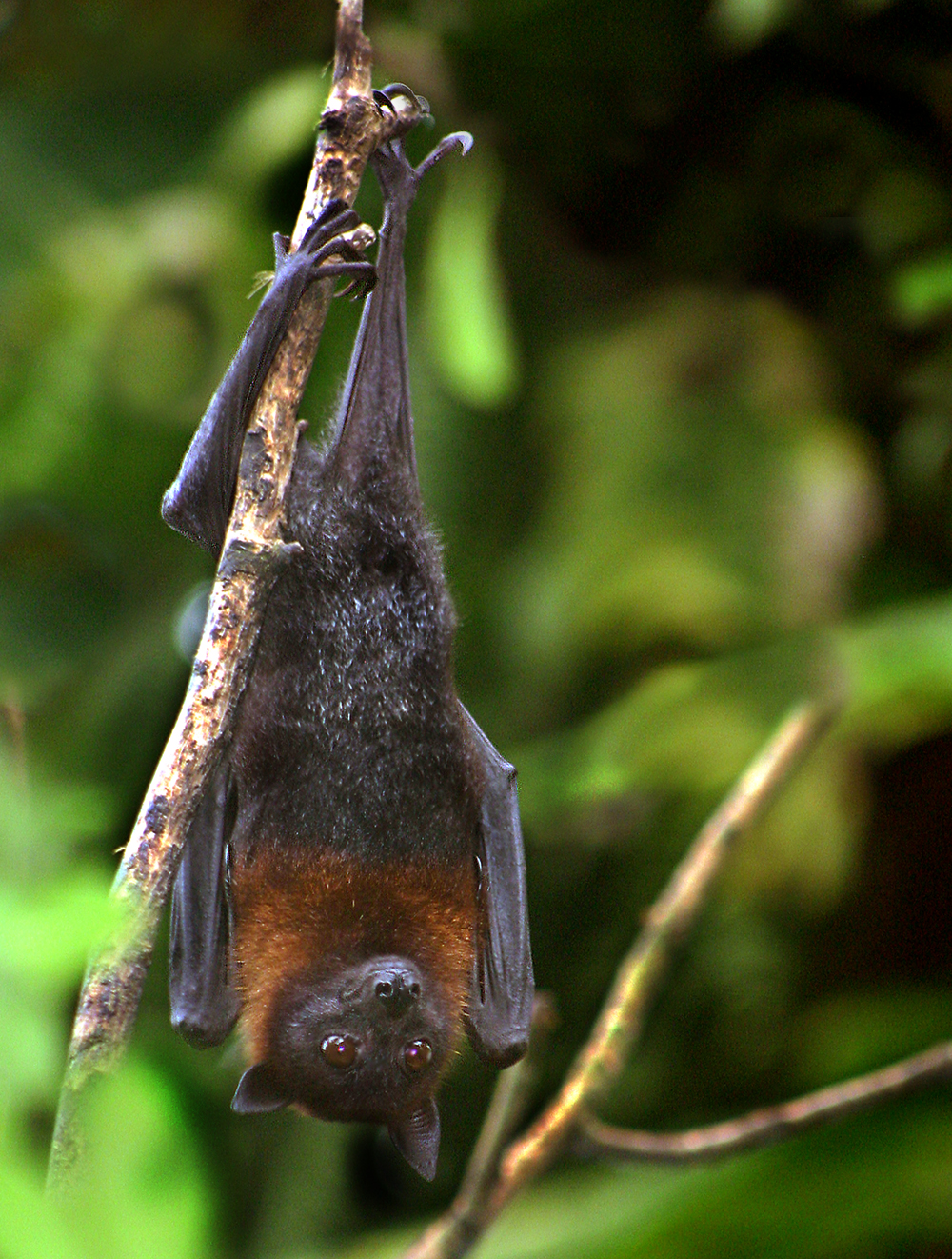
Pteropus lylei
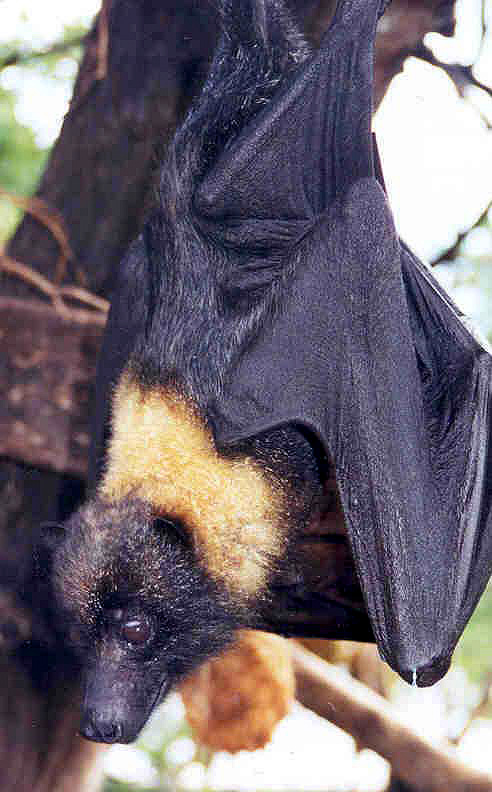
Pteropus mariannus
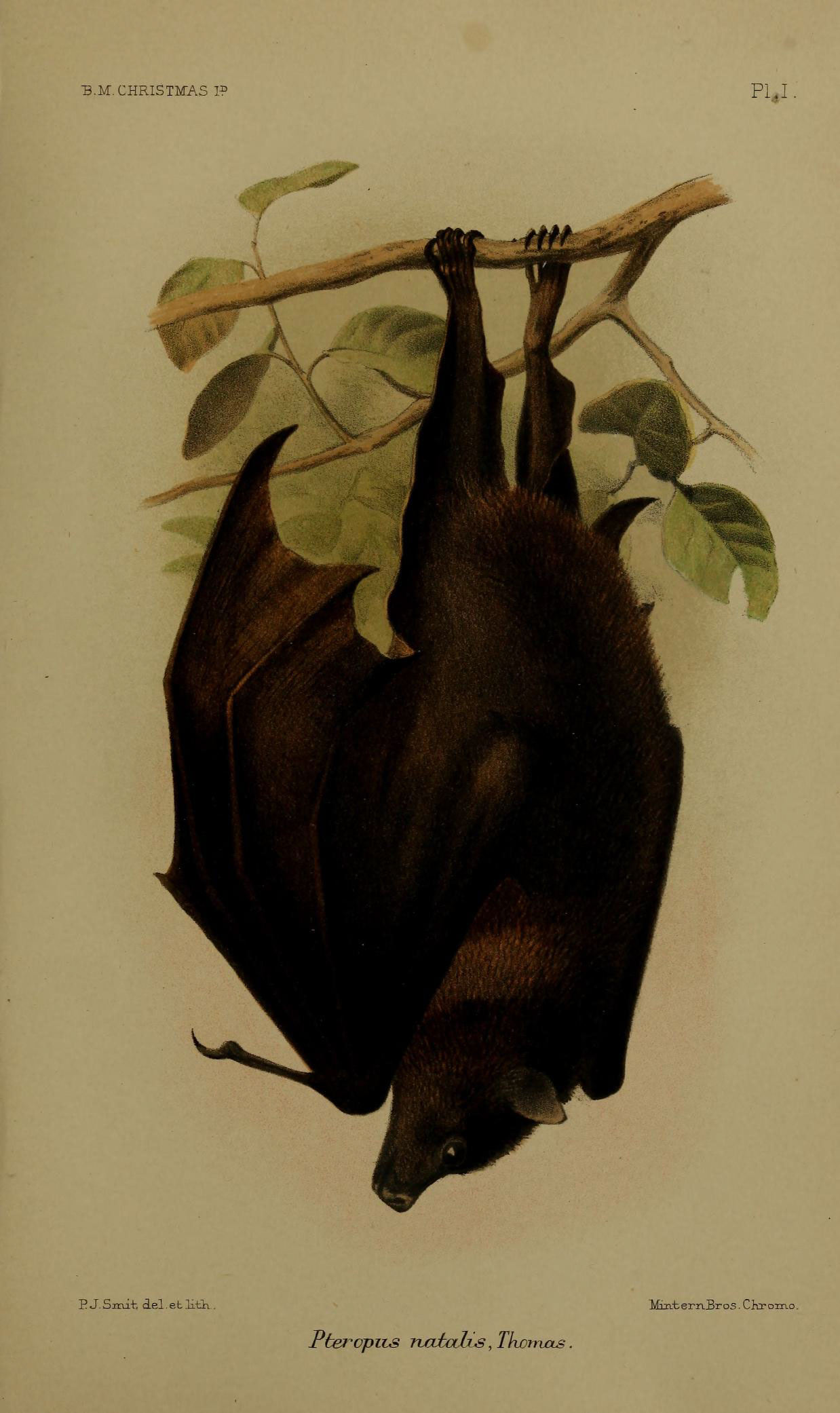
Pteropus melanotus
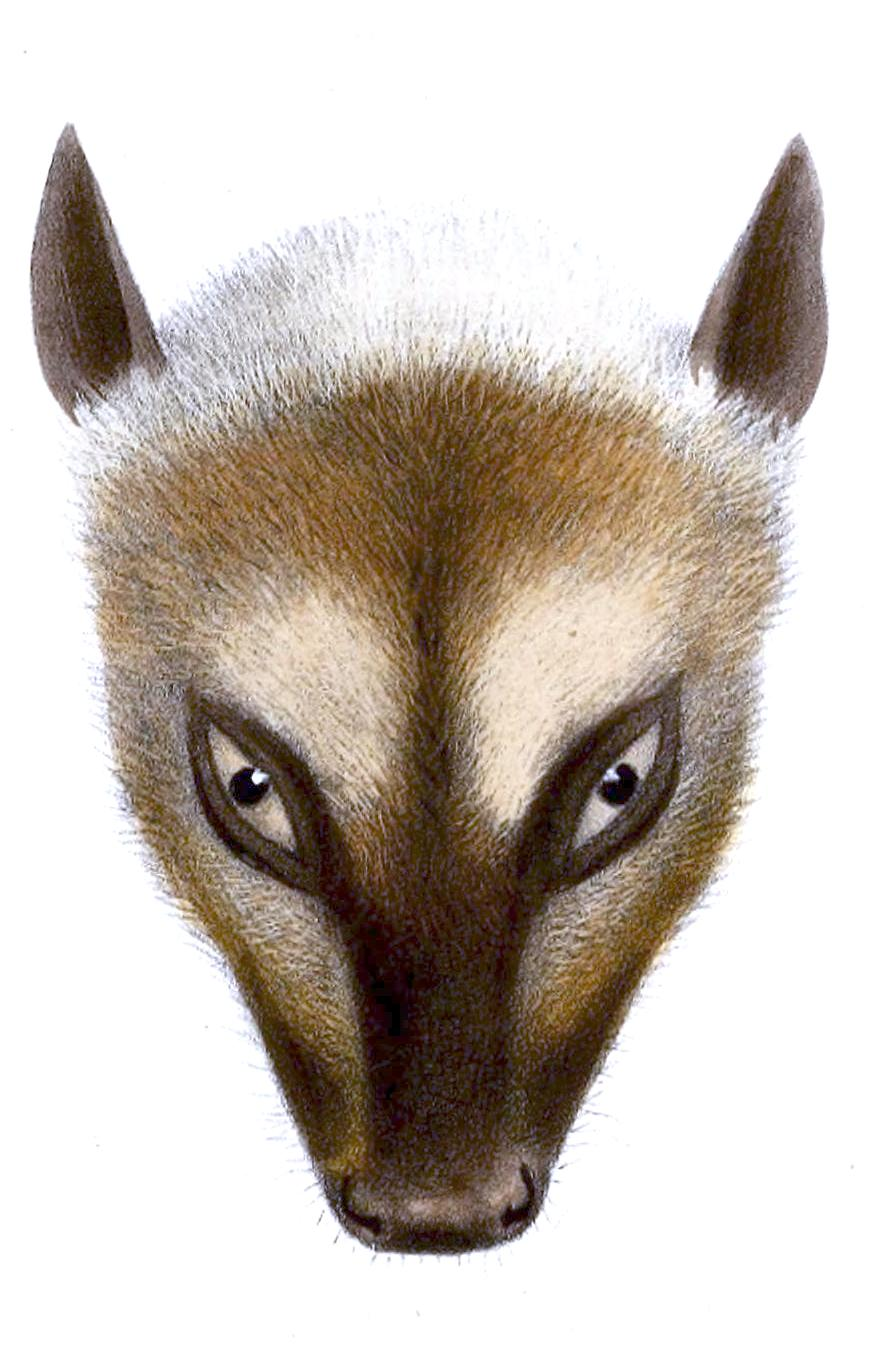
Pteropus neohibernicus
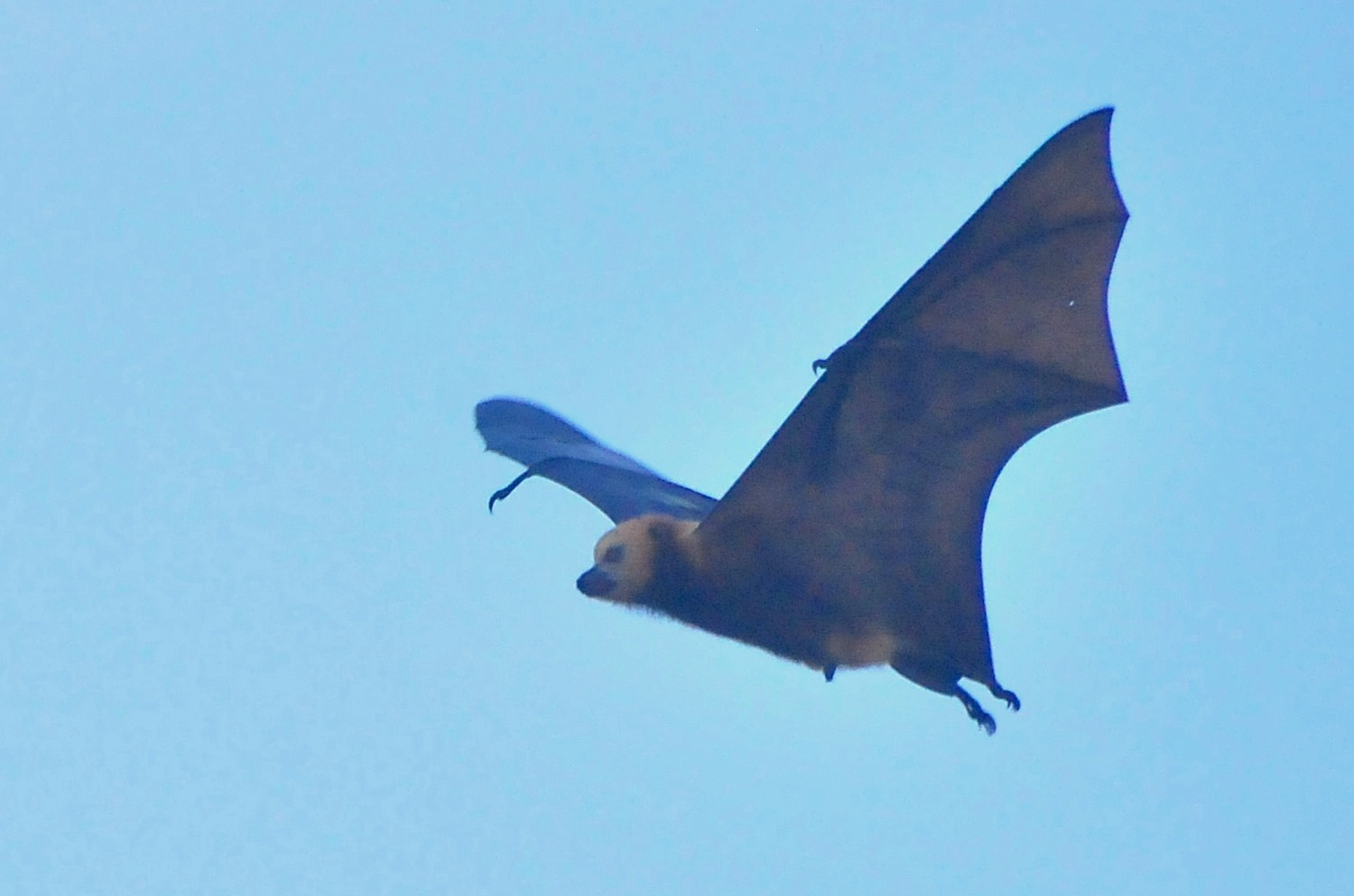
Pteropus niger
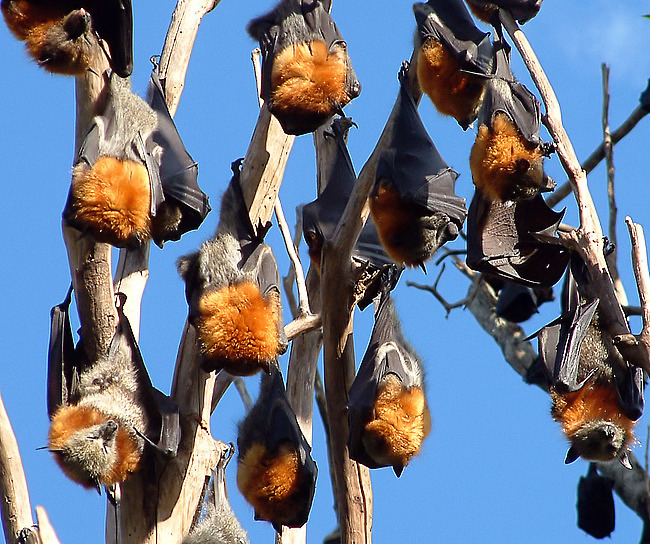
Pteropus poliocephalus
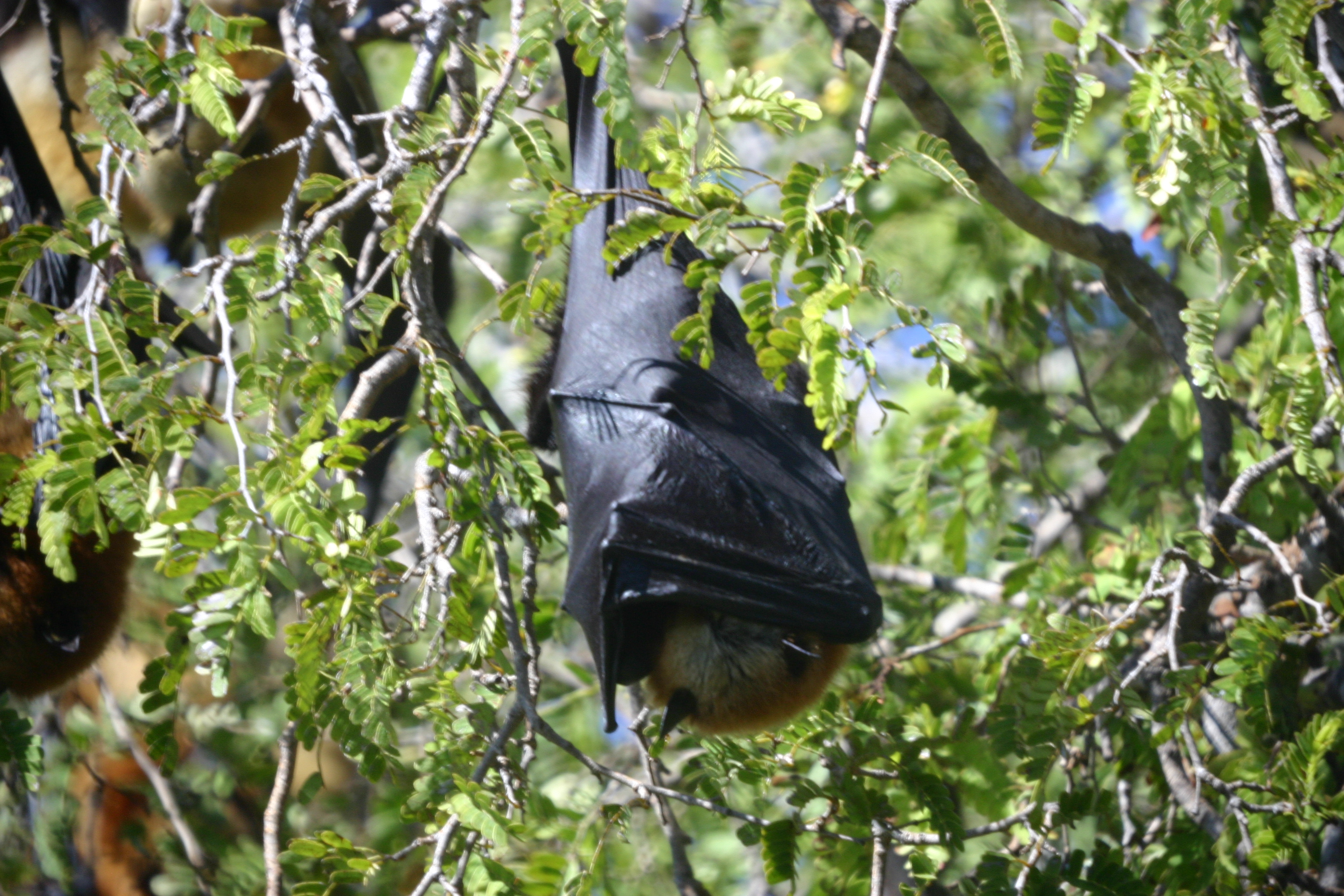
Pteropus rufus
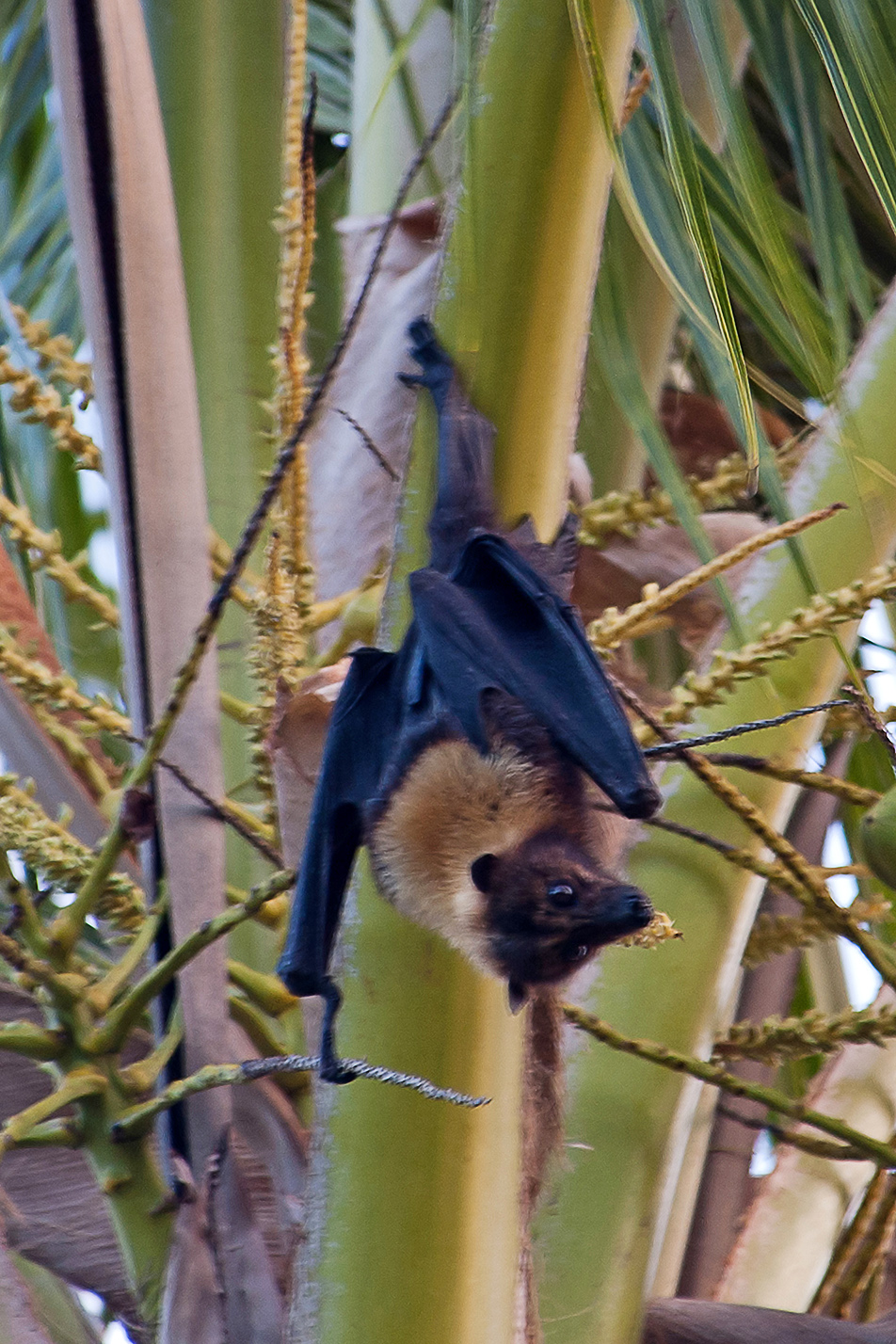
Pteropus samoensis
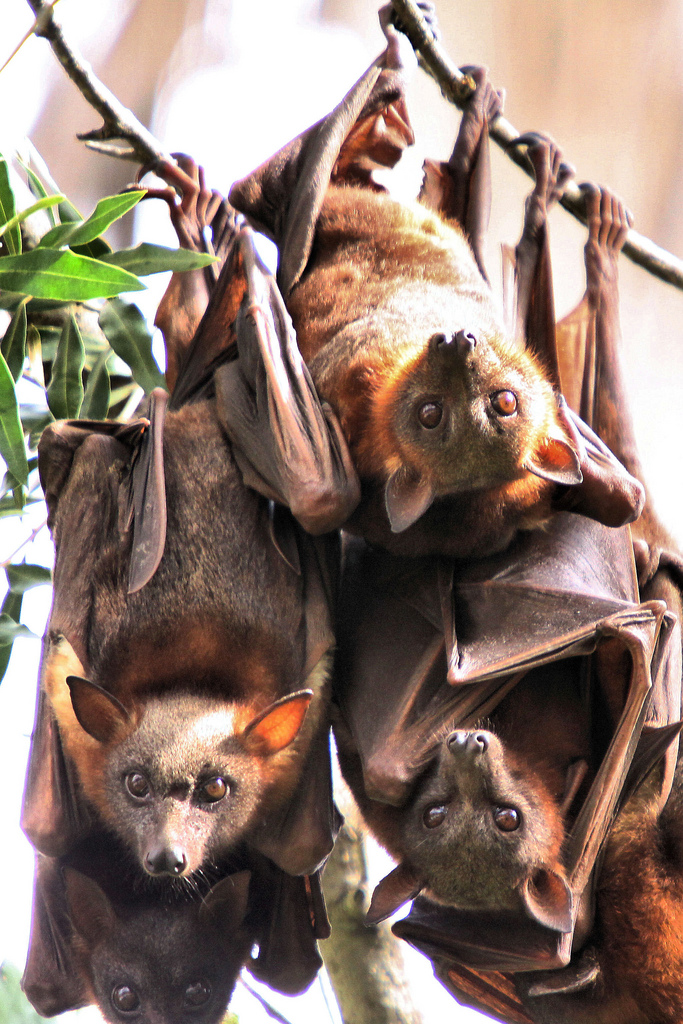
Pteropus scapulatus
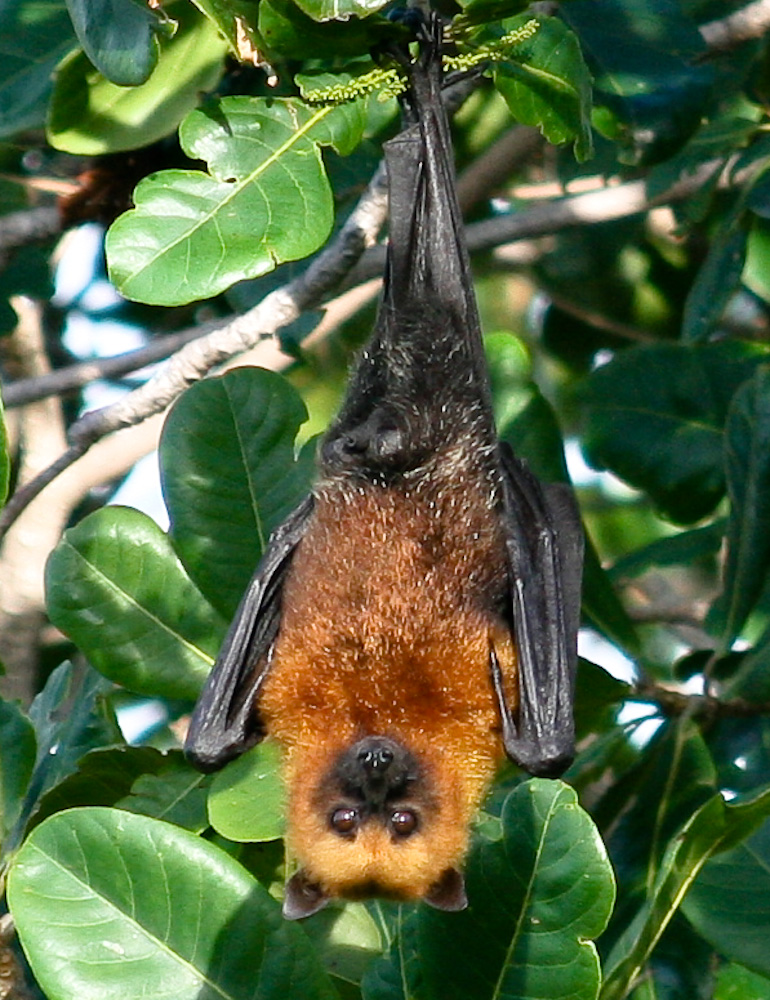
Pteropus seychellensis
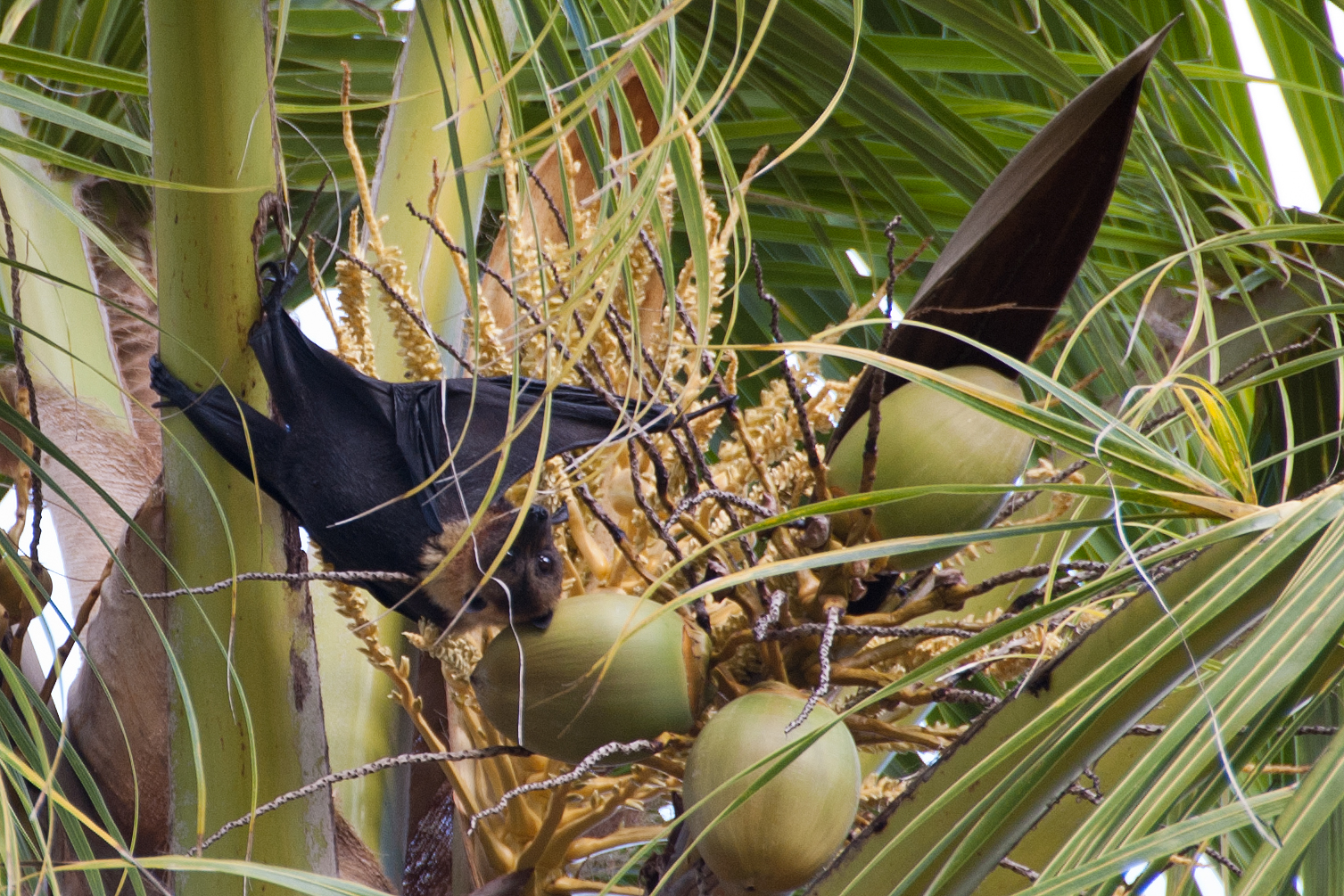
Pteropus tonganus
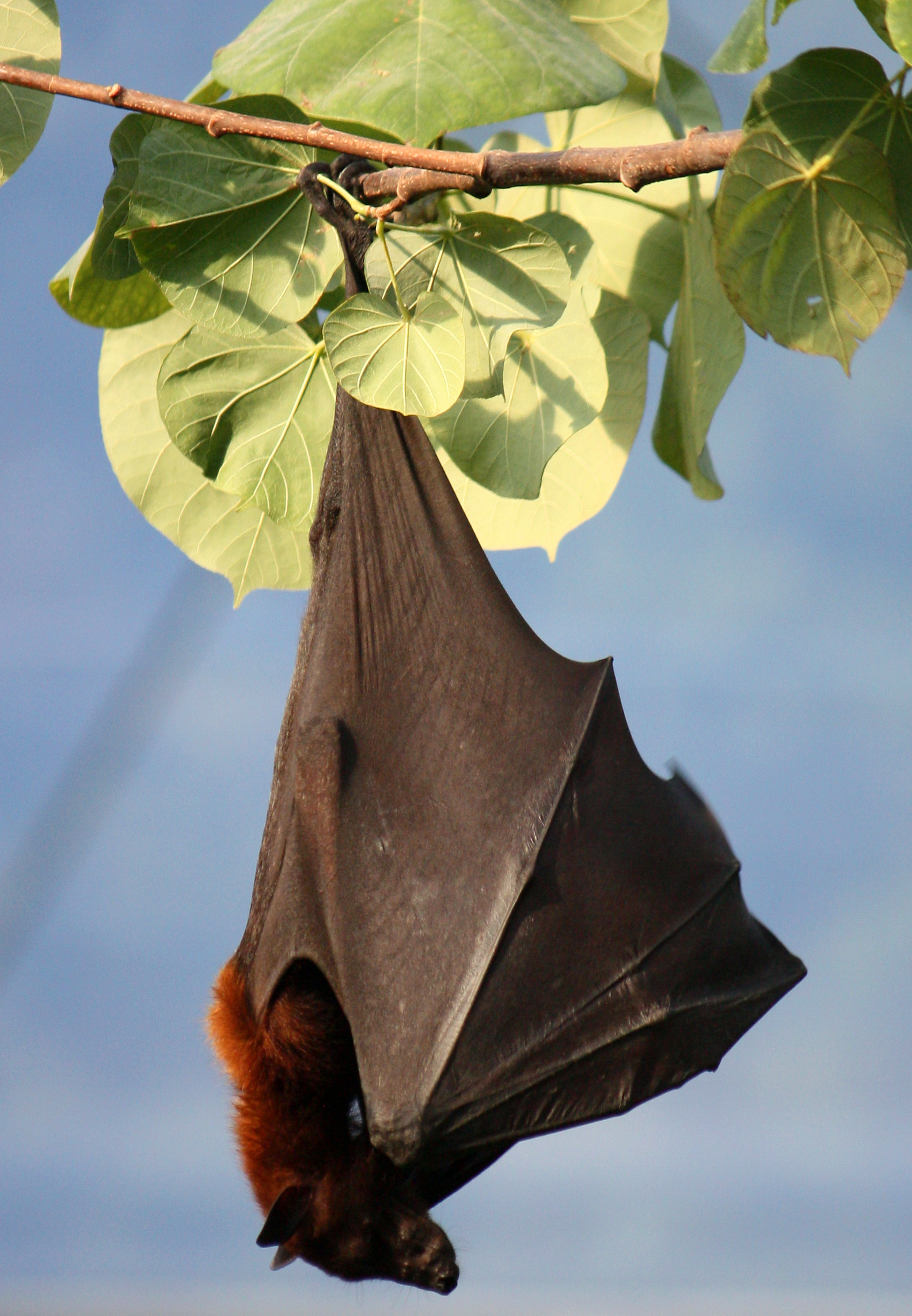
Pteropus vampyrus
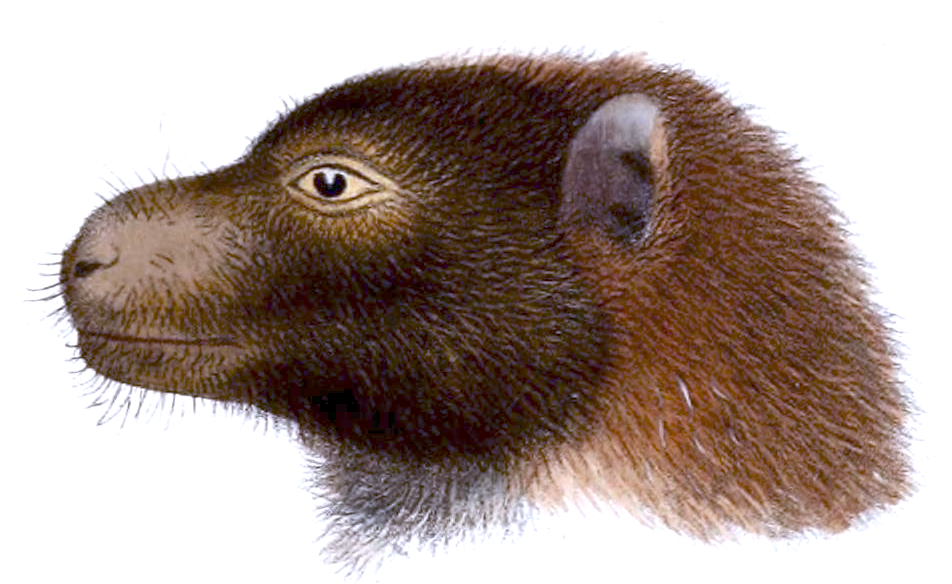
Pteropus woodfordi

## Extinction
Pteropus brunneus - Endémique de l'île Percy en Australie. Pteropus loochoensis (Roussette d'Okinawa) - Éteinte (Japon) Pteropus pilosus - Éteinte au XIXe siècle (îles Palau).